# 8 (число)
8 (ві́сім, ві́сімка) — Натуральне число між 7 і 9

## Математика
- 6-е число Фібоначчі
- 8 ділиться на 1, 2, 4

## Музика
- Позначається інтервал октава
- Список Восьмих симфоній

## Дати
- 8 рік; 8 рік до н. е.

## Го
Вісім каменів на другій лінії живуть. 